# Crematogaster dahlii
Crematogaster dahlii är en myrart som beskrevs av Auguste-Henri Forel 1901. Crematogaster dahlii ingår i släktet Crematogaster och familjen myror. Inga underarter finns listade i Catalogue of Life.